# Glyn Jones (cầu thủ bóng đá, sinh năm 1936)
Glyn Jones (sinh ngày 8 tháng 4 năm 1936 - ngày 10 tháng 1 năm 2022) là một cựu cầu thủ bóng đá chuyên nghiệp người Anh thi đấu ở Football League cho Mansfield Town, Rotherham United và Sheffield United.